# Max Obal
Max Obal, gebürtig Max David Gotthelf Sroke, (* 4. September 1881 in Brieg, Provinz Schlesien, Regierungsbezirk Breslau; † 18. Mai 1949 in Berlin) war ein deutscher Sänger, Schauspieler, Filmregisseur, Drehbuchautor und Filmmusikkomponist.

## Leben
Max Sroke ließ sich in Optik und Feinmechanik ausbilden, danach besuchte er die Schauspielschule des Großen Schauspielhauses in Hamburg. Bei seinem Debüt im Jahr 1901 als Chorsänger am Hamburger Carl-Schultze-Theater trug er bereits den Künstlernamen „Max Obal“.
Danach trat er unter anderem in Bremen, Leipzig, Köln und erneut Hamburg auf. 1907 kam er nach Berlin, wo er am Theater des Westens ein Engagement erhielt. Mit Fred Carlo und Fritz Wallner im Terzett besang er im Dezember 1907 die Homokord-Schallplatte Nr. 1893 mit dem Weiber-Marsch aus Lehárs Operette “Die lustige Witwe”. Ebenso sang er in der Gesamtaufnahme dieser Operette mit, welche die Gramophone Company im selben Jahre unternahm.
Seine erste Filmrolle erhielt Obal 1905; zwischen 1911 und 1912 wirkte er als Schauspieler in mehreren Filmen von Urban Gad mit ; 1911 war Obal als Varietékomiker Goldmann in dem Tanzfilm Nachtfalter Partner von Asta Nielsen. 1913 spielte er die Titelrolle in Alfred Linds Abenteuerfilm Turi, der Wanderlappe. In dem Action-Drama Sein Rekordflug von 1914 führte Obal Regie und schrieb auch das Drehbuch.
Max Obal wandte sich von da an ganz der Filmregie zu und inszenierte besonders Kriminal- und Abenteuerfilme (so 1921 Das Rattenloch und 1927 den romantischen Abenteuerfilm Der größte Gauner des Jahrhunderts), Filmdramen und Melodramen (so 1930 seinen ersten Tonfilm Die lustigen Musikanten), seltener Komödien. Einige Male war er dabei auch Co-Drehbuchautor. Mit Anbruch des Tonfilmzeitalters erhielt Obal immer weniger Regieaufträge und beendete seine Arbeit für den Film 1937/38 mit zwei Kurzfilmen.
Max Obal beging im Mai 1949 Selbstmord.

## Filmografie (als Regisseur)
- 1911: Die Verräterin (nur Darsteller)
- 1911: Der Sieg des Hosenrocks (auch Darsteller)
- 1911: Nachtfalter (nur Darsteller)
- 1911: Im großen Augenblick (nur Darsteller)
- 1911: Der Höflichkeitsabend
- 1912: Die arme Jenny (nur Darsteller)
- 1912: Das Komödiantenkind
- 1912: Die Wildkatze
- 1912: Auf Leben und Tod
- 1912: Der Kampf um das Erbe
- 1912: Der Todessturz
- 1912: Die Bajadere
- 1913: Turi, der Wanderlappe (nur Darsteller)
- 1913: Das ist der Krieg
- 1913: Auf dem Felde der Ehre
- 1913: Der Verführte
- 1913: Der Herr des Todes
- 1914: Die Launen einer Weltdame / Königin der Laune
- 1914: Der Flug zur Westgrenze
- 1914: Die Löwenbraut
- 1915: Die Flammen des Mars
- 1920: George Bully
- 1921: Der große Chef
- 1921: Camera obscura
- 1924: Die malayische Dschonke
- 1925: Der Schuß im Pavillon
- 1925: Das Geheimnis einer Stunde
- 1927: Der Abgrund des Todes
- 1927: Der größte Gauner des Jahrhunderts (auch Drehbuch)
- 1927: Die Frauen von Folies Bergères (auch Drehbuch)
- 1927: Rinaldo Rinaldini
- 1927: Der Unüberwindliche (auch Drehbuch)
- 1927: Mein Freund Harry
- 1927: Tempo! Tempo! (auch Drehbuch)
- 1928: Liebe im Schnee
- 1928: Der moderne Casanova
- 1929: Die Konkurrenz platzt!
- 1930: Die lustigen Musikanten (auch Drehbuch)
- 1930: Die Jagd nach der Million
- 1931: Reserve hat Ruh
- 1932: Abenteuer im Engadin
- 1933: Die Fahrt ins Grüne
- 1933: Zwei gute Kameraden
- 1933: Die vom Niederrhein / Ein goldiges Mädel
- 1934: Annette im Paradies
- 1934: Jede Frau hat ein Geheimnis
- 1935: Der Klosterjäger
- 1936: Schloß Vogelöd
- 1938: Kriminalfall Erich Lemke (Kurzfilm)
- 1938: Ich sehe hell, ich sehe dunkel (Kurzfilm)

## Tondokumente
Gramophone Concert Record, aufgen. 1907:
mit Louise Obermaier, Marie Ottmann, Max Kuttner (als „Fred Carlo“) und Gustav Matzner und Orchester, Dirigent Bruno Seidler-Winkler:
- 2-44 243 (mx. 3087 r) “Die lustige Witwe” (Lehár) Finale 1.Akt, 1.Teil
- 2-44 244 (mx. 3088 r) “Die lustige Witwe” (Lehár)  Finale 1.Akt, 2.Teil
- 2-44 246 (mx. 3090 r) “Die lustige Witwe” (Lehár) Weiber-Marsch 2. Akt
- 2-44 263 (mx. 3246 r) “Die lustige Witwe” (Lehár) Introduktion
- 41 983 (mx. 3075 r) “Die lustige Witwe” (Lehár)  Ensemble-Dialog 1. Akt
- 41 987 (mx. 3089 r) “Die lustige Witwe” (Lehár)  Ensemble-Dialog 2. Akt
- 41 998 (mx. 3247 r) “Die lustige Witwe” (Lehár)  Dialog 1. Akt

Homokord Nr. 1893 [17 12 7 A] Weiber-Marsch aus „Die lustige Witwe“ (Lehár) mit Max Kuttner (als Fred Carlo) und Fritz Wallner